# Alvimare
Alvimare és un municipi francès situat al departament del Sena Marítim i a la regió de Normandia. L'any 2007 tenia 501 habitants.

## Demografia

### Població
El 2007 la població de fet d'Alvimare era de 501 persones. Hi havia 176 famílies de les quals 24 eren unipersonals (12 homes vivint sols i 12 dones vivint soles), 64 parelles sense fills, 80 parelles amb fills i 8 famílies monoparentals amb fills.
La població ha evolucionat segons el següent gràfic:
Habitants censats

### Habitatges
El 2007 hi havia 189 habitatges, 178 eren l'habitatge principal de la família, 4 eren segones residències i 7 estaven desocupats. 185 eren cases i 3 eren apartaments. Dels 178 habitatges principals, 159 estaven ocupats pels seus propietaris, 18 estaven llogats i ocupats pels llogaters i 1 estava cedit a títol gratuït; 2 tenien dues cambres, 16 en tenien tres, 47 en tenien quatre i 113 en tenien cinc o més. 143 habitatges disposaven pel capbaix d'una plaça de pàrquing. A 69 habitatges hi havia un automòbil i a 99 n'hi havia dos o més.

### Piràmide de població
La piràmide de població per edats i sexe el 2009 era:
| Homes | Edats   | Dones |
| ----- | ------- | ----- |
| 0     | 95 o +  | 0     |
| 0     | 90 a 94 | 0     |
| 4     | 85 a 89 | 4     |
| 0     | 80 a 84 | 0     |
| 4     | 75 a 79 | 8     |
| 12    | 70 a 74 | 4     |
| 8     | 65 a 69 | 12    |
| 4     | 60 a 64 | 4     |
| 8     | 55 a 59 | 12    |
| 16    | 50 a 54 | 12    |
| 36    | 45 a 49 | 20    |
| 16    | 40 a 44 | 16    |
| 8     | 35 a 39 | 12    |
| 4     | 30 a 34 | 20    |
| 8     | 25 a 29 | 12    |
| 20    | 20 a 24 | 20    |
| 16    | 15 a 19 | 20    |
| 16    | 10 a 14 | 24    |
| 8     | 5 a 9   | 20    |
| 0     | 0 a 4   | 16    |

## Economia
El 2007 la població en edat de treballar era de 322 persones, 244 eren actives i 78 eren inactives. De les 244 persones actives 213 estaven ocupades (121 homes i 92 dones) i 31 estaven aturades (9 homes i 22 dones). De les 78 persones inactives 30 estaven jubilades, 16 estaven estudiant i 32 estaven classificades com a «altres inactius».

### Ingressos
El 2009 a Alvimare hi havia 182 unitats fiscals que integraven 508 persones, la mediana anual d'ingressos fiscals per persona era de 17.466 €.

### Activitats econòmiques
Dels 12 establiments que hi havia el 2007, 3 eren d'empreses extractives, 2 d'empreses de construcció, 2 d'empreses de comerç i reparació d'automòbils, 1 d'una empresa d'hostatgeria i restauració, 1 d'una empresa immobiliària, 2 d'empreses de serveis i 1 d'una empresa classificada com a «altres activitats de serveis».
Dels 2 establiments de servei als particulars que hi havia el 2009, 1 era un taller de reparació d'automòbils i de material agrícola i 1 restaurant.
L'any 2000 a Alvimare hi havia 8 explotacions agrícoles.

## Equipaments sanitaris i escolars
El 2009 hi havia una escola maternal integrada dins d'un grup escolar amb les comunes properes formant una escola dispersa.

## Poblacions més properes
El següent diagrama mostra les poblacions més properes.